# Окуно Фуміко
Окуно Фуміко (14 квітня 1972) — японська синхронна плавчиня.
Призерка Олімпійських Ігор 1992 року.